# Ministère de la Culture (Tchéquie)
Pour les articles homonymes, voir Ministère de la Culture.
Le ministère de la Culture (en tchèque : Ministerstvo kultury) est le département ministériel chargé des arts, du patrimoine, de l'éducation artistique et culturelle, des cultes et des médias en Tchéquie.
Il est dirigé depuis le 17 décembre 2021 par Martin Baxa, du parti ODS.

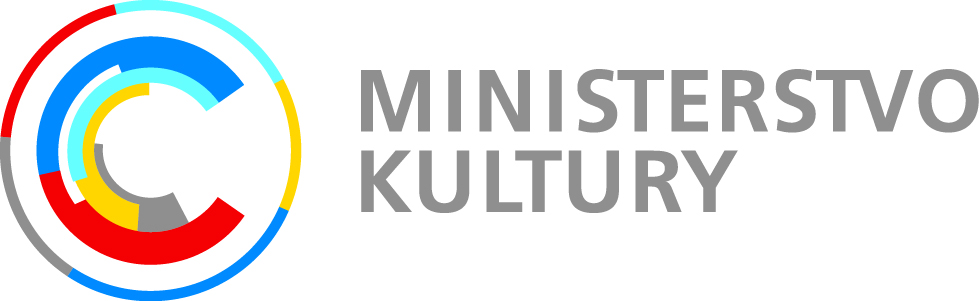
Logo du ministère.

## Liste des ministres
| Nom | Nom | Nom                          | Mandat                                                          | Parti    | Gouvernement(s)             |
| --- | --- | ---------------------------- | --------------------------------------------------------------- | -------- | --------------------------- |
|     |     | Jindřich Kabát (cs)          | 2 juillet 1992 - 17 janvier 1994 (1 an, 6 mois et 15 jours)     | KDU-ČSL  | Klaus I                     |
|     |     | Pavel Tigrid                 | 19 janvier 1994 - 4 juillet 1996 (2 ans, 5 mois et 15 jours)    | KDU-ČSL  | Klaus I                     |
|     |     | Jaromír Talíř (cs)           | 4 juillet 1996 - 2 janvier 1998 (1 an, 5 mois et 29 jours)      | KDU-ČSL  | Klaus II                    |
|     |     | Martin Stropnický            | 2 janvier - 22 juillet 1998 (6 mois et 20 jours)                | Sans     | Tošovský                    |
|     |     | Pavel Dostál (cs)            | 22 juillet 1998 - 24 juillet 2005 (7 ans et 2 jours)            | ČSSD     | Zeman Špidla Gross Paroubek |
|     |     | Vítězslav Jandák (cs)        | 17 août 2005 - 4 septembre 2006 (1 an et 18 jours)              | ČSSD     | Paroubek                    |
|     |     | Martin Štěpánek              | 4 septembre 2006 - 9 janvier 2007 (4 mois et 5 jours)           | Sans     | Topolánek I                 |
|     |     | Helena Třeštíková            | 9 janvier - 26 janvier 2007 (17 jours)                          | KDU-ČSL  | Topolánek II                |
|     |     | Václav Jehlička              | 26 janvier 2007 - 8 mai 2009 (2 ans, 3 mois et 12 jours)        | KDU-ČSL  | Topolánek II                |
|     |     | Václav Riedlbauch (cs)       | 8 mai 2009 - 13 juillet 2010 (1 an, 2 mois et 5 jours)          | Sans     | Fischer                     |
|     |     | Jiří Besser                  | 13 juillet 2010 - 16 décembre 2011 (1 an, 5 mois et 3 jours)    | TOP 09   | Nečas                       |
|     |     | Alena Hanáková               | 20 décembre 2011 - 10 juillet 2013 (1 an, 6 mois et 20 jours)   | TOP 09   | Nečas                       |
|     |     | Jiří Balvín                  | 10 juillet 2013 - 29 janvier 2014 (6 mois et 19 jours)          | Sans     | Rusnok                      |
|     |     | Daniel Herman                | 29 janvier 2014 - 13 décembre 2017 (3 ans, 10 mois et 14 jours) | KDU-ČSL  | Sobotka                     |
|     |     | Ilja Šmíd                    | 13 décembre 2017 - 27 juin 2018 (6 mois et 14 jours)            | ANO 2011 | Babiš I                     |
|     |     | Antonín Staněk               | 27 juin 2018 - 31 juillet 2019 (1 an, 1 mois et 4 jours)        | ČSSD     | Babiš II                    |
|     |     | René Schreier (cs) (intérim) | 1er août - 26 août 2019 (25 jours)                              | Sans     | Babiš II                    |
|     |     | Lubomír Zaorálek             | 27 août 2019 - 17 décembre 2021 (2 ans, 3 mois et 20 jours)     | ČSSD     | Babiš II                    |
|     |     | Martin Baxa                  | depuis le 17 décembre 2021 (3 ans, 2 mois et 25 jours)          | ODS      | Fiala                       |